# Амбракия
 Тази статия е за античния град.  За езерото вижте Амвракия.  
Амбракия (на старогръцки: Ἀμπρακία; на гръцки: Αμβρακία, Амвракия) е град в Древна Гърция, коринтска колония.
Разположена е в плодородната и заселена от античността амбракийска равнина около Артския залив (или Амбаркийския залив) на река Арахтос или Аратус. 
Амбракия е демократична република, която участва в Пелопонеската война. През 338 г. пр.н.е. е завладяна от Филип II Македонски, като е превърната в автономна провинция на Древна Македония. През II век пр. Хр., след завладяването на територията ѝ от Рим, Амбракия опустява.
През XI век, след покоряването на Първата българска държава с Вагенетия, селището е възстановено под името Арта – като столица на Гръцки Епир.